# Paul Burrell
Paul Burrell (* 6. Juni 1958 in Grassmoor bei Chesterfield) war zwischen 1976 und 1997 Angehöriger der Dienerschaft der britischen Monarchie.

## Hintergrund und Karriere im königlichen Haushalt
Burrell wurde in Grassmoor, Derbyshire, einem Kohlebergbaudorf, geboren und wuchs dort auf. Seine Eltern waren Graham Burrell, ein LKW-Fahrer und Beryl Burrell, geborene Kirk. Zunächst ging man davon aus, dass Burrell in der örtlichen Zeche arbeiten würde, doch im Alter von acht Jahren beschloss er, im Buckingham Palace zu arbeiten, nachdem er auf einer Reise nach London Zeuge der Wachablösung wurde. Er besuchte die William Rhodes Secondary School in Chesterfield, bevor er das High Peak College in Buxton besuchte, an dem er Hotelmanagement studierte.
Burrell trat im Alter von 18 Jahren als Diener des Buckingham Palace in den königlichen Dienst ein und wurde ein Jahr später der persönliche Diener von Königin Elisabeth II. Er erhielt den Spitznamen „Small Paul“, um ihn von einem größeren Diener, Paul Whybrew, zu unterscheiden, der als „Tall Paul“ bekannt war. 1987 wurde er Butler von Prinzessin Diana und Prinz Charles im Highgrove House. Nach deren Trennung arbeitete er ab Ende 1992 als Butler Dianas im Kensington Palace. Laut Burell beschrieb Diana ihn als engen Vertrauten.
Als Anerkennung für seine geleisteten Dienste für die Königsfamilie überreichte ihm die Queen im November 1997 die Royal Victorian Medal. Seine Kenntnisse der Etikette, speziell der höfischen Umgangsformen, fasste er 1999 in seinem Buch Entertaining With Style zusammen.

## Ereignisse nach Dianas Tod

### Königshaus und Untersuchung
Nach dem Tod Prinzessin Dianas verlor er seinen Posten und wurde als Fundraiser für die Diana-Gedenkstiftung Diana, Princess of Wales Memorial Fund angestellt. Später wurde er von den Angehörigen Dianas des Diebstahls bezichtigt und im Januar 2001 von Scotland Yard verhaftet. Der gegen ihn angestrengte Strafprozess am Old Bailey wurde aber 2002, wohl nach einer Intervention der Queen, eingestellt.
Im Januar 2008 musste er im Zuge der neu aufgerollten Untersuchungen der Todesumstände Dianas durch den britischen Coroner in London als Zeuge auftreten. Burrell wurde dafür kritisiert, Dianas Briefe kopiert zu haben, und seine Integrität wurde in Frage gestellt.
Am 18. Februar 2008 berichtete die Zeitung The Sun, dass Burrell auf Tonband zugegeben habe, dass er im Rahmen der Untersuchung nicht „die ganze Wahrheit“ gesagt habe. Einige Berichte deuten darauf hin, dass Burrell wegen Meineids angeklagt werden könnte. The Sun kündigte an, das Tonband am 19. Februar 2008 dem Gericht zu übergeben.

### Memoir
Im Jahr 2003 veröffentlichte Burrell ein Erinnerungs- und Enthüllungsbuch mit dem Titel Im Dienste meiner Königin (Originaltitel: A Royal Duty), das zum Bestseller wurde und seine Karriere als Mitglied des königlichen Personals dokumentierte. Es handelt von seiner Zeit als Butler des Prince und der Princess of Wales im Highgrove House in Gloucestershire, seinem Wechsel zu Dianas Stab im Kensington Palace nach ihrer Scheidung von Prinz Charles und der Abweisung der Diebstahlsvorwürfe gegen ihn. Das Buch wurde international verkauft und 2004 in einer Taschenbuchausgabe neu aufgelegt. Die Veröffentlichung führte zu einem Bruch mit dem Buckingham Palace. Die Prinzen William und Harry beschuldigten Burrell, das Vertrauen ihrer Mutter gebrochen zu haben. In einer gemeinsamen Erklärung vor der Veröffentlichung nannten sie das Buch „einen kalten und offensichtlichen Verrat“.
Im Dezember 2006 erschien sein zweites – und laut Vorwort letztes – Erinnerungsbuch über Prinzessin Diana, das den Titel Die Zeit mit ihr (Originaltitel: The Way We Were) trägt. Burrell stellt sich in beiden Büchern als engsten Vertrauten seiner Dienstherrin dar; welche Bedeutung er tatsächlich für sie hatte, ist umstritten.

## Medienkarriere
2004 nahm Burrell an der vierten Staffel der britischen Fernsehshow I’m a Celebrity … Get Me Out of Here! teil und erreichte den zweiten Platz. Er trat 2005 als Juror und Trainer bei Australian Princess und 2006 bei Countdown auf. Ebenfalls 2006 trat Burrell als Richard Gere in der ITV-Sendung Celebrity Stars in Their Eyes auf und sang „Razzle Dazzle“ aus Chicago, der Verfilmung des Broadway-Musicals.
Im Februar 2017 wurden Burrell und sein Haus in Peckforton in einer Folge der britischen Reality-TV-Serie Through the Keyhole von ITV mit Keith Lemon gezeigt. Im August 2017 trat er in der zweiten Staffel der britischen Reality-TV-Serie In Therapy von Channel 5 auf. Im November 2017 wurde in Großbritannien die Fernsehdokumentation Diana: The Royal Truth veröffentlicht, für die Burrell die Hauptquelle war.
2018 nahm er an der vierten Staffel der australischen Version von I’m a Celebrity … Get Me Out of Here! teil. Im Jahr 2023 nahm er an I'm a Celebrity… South Africa  mit anderen namhaften ehemaligen Teilnehmern teil.

## Persönliches Leben
Burrell war mit Maria Cosgrove verheiratet, die früher für Prinz Philip, Herzog von Edinburgh, arbeitete. Sie lernten sich während ihrer Arbeit im Buckingham Palace kennen und haben zwei Söhne. Zusammen mit seiner Frau eröffnete er 2001 ein Blumengeschäft in seinem Wohnort Farndon bei Chester.
Nach der Scheidung von seiner Frau Maria heiratete Burrell 2017 seinen langjährigen Partner Graham Cooper. Im Juli 2019 verkaufte Burrell sein Blumengeschäft und zog sich zurück, um mit seinem Mann in ihrem nachgebildeten Tudor-Haus aus dem 19. Jahrhundert in Peckforton, Cheshire, zu leben.
Burrell ist ein Fan des AFC Wrexham und des St Helens RLFC. Zu seinen Freizeitbeschäftigungen zählen Reisen und das Malen von Kirchhofszenen.
Im Januar 2023 gab Burrell bekannt, dass er im Jahr 2022 mit Prostatakrebs diagnostiziert wurde und sich in Behandlung befinde.

## Werke (auf Deutsch)
- Im Dienste meiner Königin. Droemer, München 2003; Taschenbuch ebd. 2004, ISBN 3-426-77786-X
- Die Zeit mit ihr. Erinnerungen an Diana. Knaur, München 2006; Taschenbuch ebd. 2008, ISBN 978-3-426-78021-3